# 拉杰比布拉
拉杰比布拉（Rajpipla）是印度古吉拉特邦讷尔默达县的一个城镇。总人口34923（2001年）。

## 人口
该地2001年总人口34923人，其中男性17878人，女性17045人；0—6岁人口3494人，其中男1855人，女1639人；识字率77.02%，其中男性为82.27%，女性为71.50%。